# MBC 아침 드라마
MBC 아침 드라마는 MBC TV에서 1981년 5월 25일부터 2018년 4월 26일까지 방송했던 연속극 드라마 프로그램이었다.

## 개요
연속극 드라마 형식으로 방송했다.
《역류》를 마지막으로 MBC 아침 드라마는 37년 만에 폐지됐다.

## 방송 시간
| 방송 채널 | 방송 기간             | 방송 시간                 | 방송 분량 |
| --------- | --------------------- | ------------------------- | --------- |
| MBC TV    | 1981.5.25~30          | 매주 평일 오전 8:10~8:35  | 25        |
| MBC TV    | 1981.5.25~30          | 매주 토 오전 8:00~8:35    | 35        |
| MBC TV    | 1981.6.1~20           | 매주 월~토 오전 9:10~35   | 25        |
| MBC TV    | 1981.6.22~9.19        | 매주 월~토 오전 9:00~25   | 25        |
| MBC TV    | 1993.10.18~1994.4.9   | 매주 월~토 오전 9:00~25   | 25        |
| MBC TV    | 1994.10.31~1996.10.19 | 매주 월~토 오전 9:00~25   | 25        |
| MBC TV    | 1983.3.28~1983.10.29  | 매주 월~토 오전 8:50~9:10 | 20        |
| MBC TV    | 1990.4.30~1993.7.2    | 매주 월~토 오전 9:20~45   | 25        |
| MBC TV    | 1993.7.5~1993.10.16   | 매주 월~토 오전 9:10~40   | 30        |
| MBC TV    | 1994.4.11~1994.10.15  | 매주 월~토 오전 8:55~9:25 | 30        |
| MBC TV    | 1996.10.21~1996.11.30 | 매주 월~토 오전 8:30~9:00 | 30        |
| MBC TV    | 1996.12.2~1998.1.3    | 매주 월~토 오전 9:00~30   | 30        |
| MBC TV    | 1998.6.1~2001.8.18    | 매주 월~토 오전 9:00~30   | 30        |
| MBC TV    | 2001.11.5~2006.4.29   | 매주 월~토 오전 9:00~30   | 30        |
| MBC TV    | 1998.1.5~5.30         | 매주 월~토 오전 9:15~9:45 | 30        |
| MBC TV    | 2001.8.20~9.29        | 매주 월~토 오전 8:25~55   | 30        |
| MBC TV    | 2001.10.1~10.3        | 월~수 오전 8:20~50        | 30        |
| MBC TV    | 2001.10.4~10.6        | 목~토 오전 8:25~55        | 30        |
| MBC TV    | 2001.10.8~11.3        | 매주 월~토 오전 8:25~55   | 30        |
| MBC TV    | 2006.1~2018.4.26      | 매주 평일 오전 7:50~8:30  | 40        |

## 프로그램 리스트
- 아래 드라마 프로그램들은 2003년 이전에 제작·방송했으며 부득이하게 일부 장면에서 흡연 장면·담배 소품이 노출될 수 있으며 시청자 여러분들의 양해를 바랍니다.
- 아래 드라마 프로그램들은 2002년 11월 이후 시청 가능 연령을 표시하는 드라마 프로그램 등급 제도를 의무적으로 시행하여 현재까지 이어지고 있습니다.
- 2017년 3월 1일부터 TV 프로그램 등급 표시 외에 주제, 폭력성, 선정성, 언어, 모방 위험 등 분류 사유 표시를 의무적으로 시행하고 있습니다.

### 1980년대
- 《포옹》: 1981.5.25~9.19
- 《새댁》: 1983.3.28~10.29

### 1990년대
- 《사랑해 당신을》 : 1990.4.30~10.12
- 《아직은 마흔아홉》 : 1990.10.15~1991.2.16
- 《또 하나의 행복》 : 1991.2.18~8.3
- 《말로만 중산층》 : 1991.8.5~1992.4.4
- 《두 자매》 : 1992.4.6~10.3
- 《이젠 아무도 사랑하지 않는다》 : 1992.10.5~1993.4.10
- 《나팔꽃》 : 1993.4.12~7.2
- 《당신 없는 행복이란》 : 1993.7.5~10.16
- 《자매들》 : 1993.10.18~1994.4.9
- 《천국의 나그네》 : 1994.4.11~10.15
- 《큰 언니》 : 1994.10.31~1995.4.15
- 《행복》 : 1995.4.17~10.14
- 《진실》 : 1995.10.16~1996.4.27
- 《달콤한 인생》 : 1996.4.29~10.19
- 《길 위의 여자》 : 1996.10.21~1997.3.1
- 《못 잊어》 : 1997.3.3~8.2
- 《사랑과 이별》 : 1997.8.4~1998.1.3
- 《맏이》 : 1998.1.5~7.11
- 《사랑을 위하여》 : 1998.7.13~1999.6.5
- 《아름다운 선택》 : 1999.6.7~12.30

### 2000년대
- 《느낌이 좋아》 : 2000.1.3~2000.8.5
- 《사랑할수록》 : 2000.8.7~2001.2.3
- 《내 마음의 보석상자》 : 2001.2.5~2001.8.18
- 《보고싶은 얼굴》 : 2001.8.20~2002.1.19
- 《내 이름은 공주》 : 2002.1.21~2002.6.29
- 《황금마차》 : 2002.7.1~2003.3.1
- 《그대 아직도 꿈꾸고 있는가》 : 2003.3.3~2003.9.20 (이 작품부터 소설극장으로 방송됨)
- 《성녀와 마녀》 : 2003.9.22~2004.4.24
- 《열정》 : 2004.4.26~2004.10.2
- 《빙점》 : 2004.10.4~2005.1.8
- 《김약국의 딸들》 : 2005.1.10~2005.7.30 (이 작품까지 소설극장으로 방송됨)
- 《자매바다》 : 2005.8.1~2006.1.27
- 《이제 사랑은 끝났다》 : 2006.1.31~7.14
- 《있을 때 잘해!!》 : 2006.7.17~2007.3.9
- 《내 곁에 있어》 : 2007.3.12~2007.9.28
- 《그래도 좋아!》 : 2007.10.1~2008.4.11
- 《흔들리지마》 : 2008.4.14~2008.11.28
- 《하얀 거짓말》 : 2008.12.1~2009.7.3
- 《멈출 수 없어》 : 2009.7.6~2010.1.8

### 2010년대
- 《분홍립스틱》 : 2010.1.11~8.6
- 《주홍 글씨》 : 2010.8.9~2011.4.1
- 《당신 참 예쁘다》 : 2011.4.4~10.7
- 《위험한 여자》 : 2011.10.10~2012.3.30
- 《천사의 선택》 : 2012.4.2~10.12
- 《사랑했나봐》 : 2012.10.15~2013.5.3
- 《잘났어, 정말!》 : 2013.5.6~10.4
- 《내 손을 잡아》 : 2013.10.7~2014.4.4
- 《모두 다 김치》 : 2014.4.7~10.31
- 《폭풍의 여자》 : 2014.11.3~2015.5.15
- 《이브의 사랑》 : 2015.5.18~10.30
- 《내일도 승리》 : 2015.11.2~2016.4.29
- 《좋은 사람》 : 2016.5.2~10.28
- 《언제나 봄날》 : 2016.10.31~2017.4.21
- 《훈장 오순남》 : 2017.4.24~10.20
- 《역류》 : 2017.11.13~2018.4.26 (해당 프로그램을 마지막으로 MBC 아침 드라마 폐지)

## 경쟁 프로그램
- KBS 1TV 아침 드라마
- KBS 2TV 아침 드라마
- SBS 아침연속극
- JTBC 아침 드라마
- tvN 일일 드라마